# Adrián Bernabé
Adrián Bernabé García (Barcelona, España, 26 de mayo de 2001) es un futbolista español que juega en la posición de centrocampista para el Parma Calcio 1913 de la Serie A de Italia.

## Biografía
Tras formarse en las filas inferiores del R. C. D. Espanyol y del F. C. Barcelona, finalmente en 2018 se marchó a la disciplina del Manchester City F. C. Ese mismo año ascendió al primer club, haciendo su debut el 25 de septiembre en un encuentro de la Copa de la Liga contra el Oxford United F. C. que finalizó con un resultado de 0-3 a favor del Manchester City. Abandonó la entidad mancuniana al finalizar la temporada 2020-21 y se comprometió con el Parma Calcio 1913 por tres años.

## Clubes
| Club                             | Div.          | Temporada     | Liga  | Liga  | Copas nacionales | Copas nacionales | Copas internacionales | Copas internacionales | Total | Total |
| Club                             | Div.          | Temporada     | Part. | Goles | Part.            | Goles            | Part.                 | Goles                 | Part. | Goles |
| -------------------------------- | ------------- | ------------- | ----- | ----- | ---------------- | ---------------- | --------------------- | --------------------- | ----- | ----- |
| Manchester City F. C. Inglaterra | 1.ª           | 2018-19       | 0     | 0     | 1                | 0                | 0                     | 0                     | 1     | 0     |
| Manchester City F. C. Inglaterra | 1.ª           | 2019-20       | 0     | 0     | 3                | 0                | 0                     | 0                     | 3     | 0     |
| Manchester City F. C. Inglaterra | 1.ª           | 2020-21       | 0     | 0     | 1                | 0                | 0                     | 0                     | 1     | 0     |
| Manchester City F. C. Inglaterra | Total club    | Total club    | 0     | 0     | 5                | 0                | 0                     | 0                     | 5     | 0     |
| Parma Calcio 1913 · Italia       | 2.ª           | 2021-22       | 16    | 5     | 0                | 0                | ―                     | ―                     | 16    | 5     |
| Parma Calcio 1913 · Italia       | 2.ª           | 2022-23       | 31    | 1     | 2                | 0                | ―                     | ―                     | 33    | 1     |
| Parma Calcio 1913 · Italia       | 2.ª           | 2023-24       | 35    | 8     | 3                | 1                | ―                     | ―                     | 38    | 9     |
| Parma Calcio 1913 · Italia       | 1.ª           | 2024-25       | 21    | 1     | 0                | 0                | ―                     | ―                     | 21    | 1     |
| Parma Calcio 1913 · Italia       | Total club    | Total club    | 103   | 15    | 5                | 1                | 0                     | 0                     | 108   | 16    |
| Total carrera                    | Total carrera | Total carrera | 103   | 15    | 10               | 1                | 0                     | 0                     | 113   | 16    |

## Palmarés

### Campeonatos nacionales
| Título          | Club                  | País       | Año     |
| --------------- | --------------------- | ---------- | ------- |
| Copa de la Liga | Manchester City F. C. | Inglaterra | 2019    |
| Serie B         | Parma Calcio          | Italia     | 2023-24 |

### Campeonatos internacionales
| Título           | Equipo                       | Sede  | Año  |
| ---------------- | ---------------------------- | ----- | ---- |
| Juegos Olímpicos | Selección de España (sub-23) | París | 2024 |